# 弗朗西斯·斯科特·菲茨杰拉德

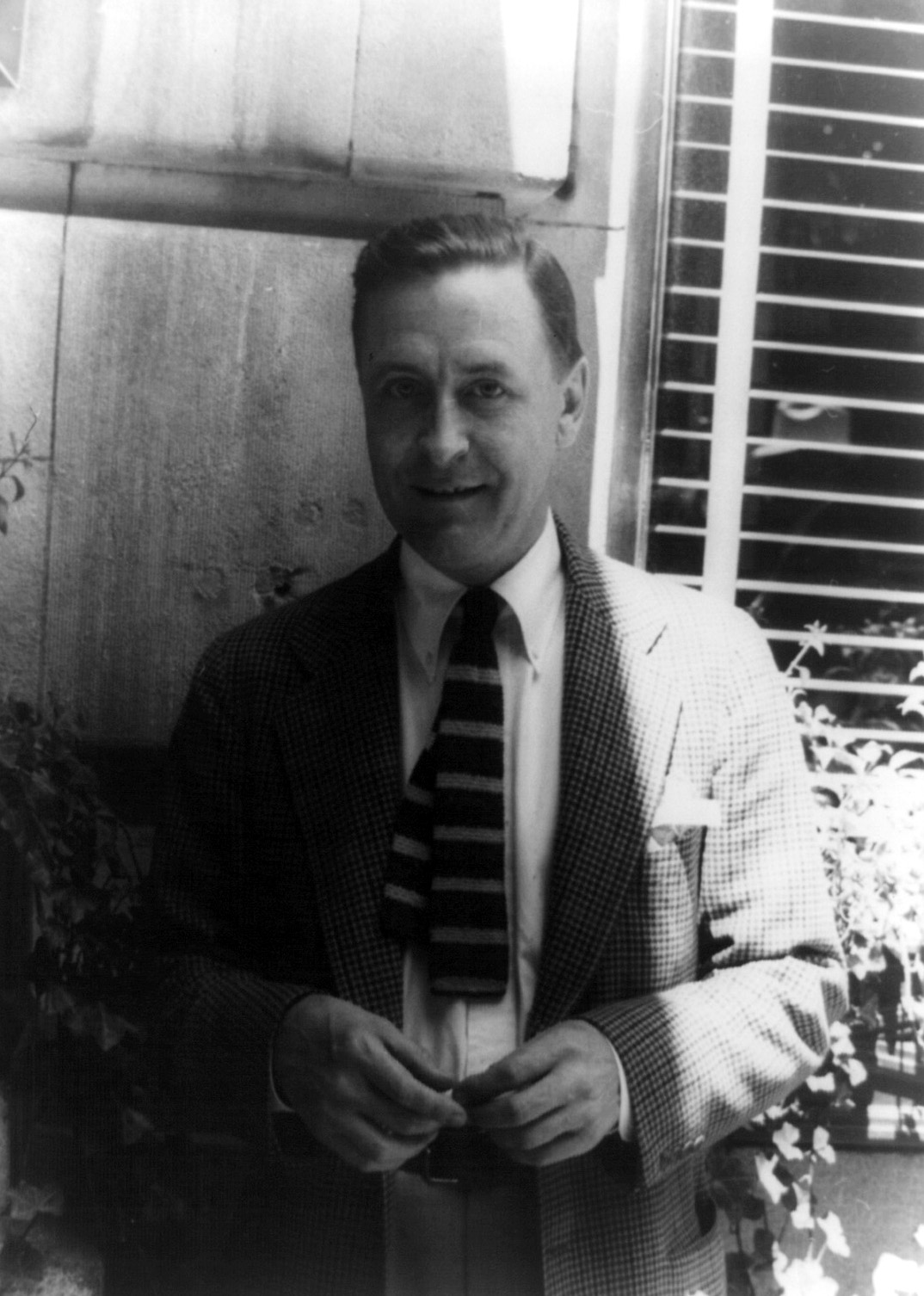
攝於1937年

弗朗西斯·斯科特·基·菲茨杰拉德（英語：Francis Scott Key Fitzgerald，1896年9月24日—1940年12月21日），美国小说家与散文家。以描绘爵士時代的浮华而著称。他的一生中仅在1920年代取得短暂的成功，但他现在被广泛看成是20世纪最伟大的美国小说家之一。
費茲傑羅被認為是1920年代「迷惘的一代」的代表人物，他最著名的小说為《大亨小傳》，此書堪稱美國社會縮影的經典代表，描述1920年代美國人在歌舞昇平中空虛、享樂、矛盾的精神與思想。費滋傑羅一生為兩樣東西所困：一是才華，一是金錢，他都曾一度擁有，最後又全部失去。他死的時候，評論家都批評他生活腐化、自暴自棄，所以短壽，浪費了自己的才華。但或許就是因為他如此腐化的生活才能夠寫出那樣屬於美國那個年代的作品。他一生總共完成了4本長篇小說：《塵世樂園》、《美麗與毀滅》、《大亨小傳》和《夜色温柔》，第五本未完成的小說《最後的大亨》則在他去世後才出版。他也在雜誌中創作過164篇短篇小說。

## 生平
弗朗西斯·斯科特·基·菲茨杰拉德出生於美國明尼蘇達州聖保羅市的一個中上階層的愛爾蘭天主教家庭，菲茨杰拉德的中間名斯科特是來自於遠親法蘭西斯·史考特·基，他是一位著名的律師。菲茨杰拉德的姐姐路易絲·斯科特（在費茲傑羅出生前三個月過世）也是根據他的名字來命名。
父親艾德華·菲茨杰拉德原籍美國東部的馬利蘭州，是潦倒的商人。他的童年時代主要在紐約州水牛城（1898年至1901年和1906年至1908年間）與紐約州錫拉丘茲（1901年1月至1903年9月）度過。因為父母都是天主教徒，於是費茲傑羅十幾歲時進入水牛城一間天主教學堂住讀。在水牛城生活時，他發現自己對於文學產生濃厚的興趣。
1908年，他的父親遭到寶潔家品公司開除，於是他與家人回到明尼蘇達州。菲茨杰拉德從1908年至1911年間就讀於聖保羅的聖保羅學院。1911年，菲茨杰拉德15歲時，他的父母送他至新澤西州哈肯薩克一所天主教預科學校紐曼學院。他從紐曼學院畢業後，於1913年就讀普林斯頓大學。他在普林斯頓大學決定自己要成為一位作家，開始磨練自己的寫作技巧。他在那裡認識未來的評論家和作家艾德蒙·威爾遜和約翰·皮爾，也替普林斯頓三角俱樂部寫作。他因為參加社團、辦刊物而被留級，休學一年之後，又復學取得文憑。
弗朗西斯·斯科特·基·菲茨杰拉德於1917年從軍，被派駐到阿拉巴馬州蒙哥馬利軍事基地。1920年出版第一本小說《塵世樂園》，此書甫出版大受歡迎，讓他名利雙收。
他在一次宴會上遇見名門之女賽爾妲·莎爾，他們在紐約圣巴特里爵主教座堂結婚，唯一一個女兒·斯科特·菲茨杰拉德出生在1921年10月26日。為了維持笙歌宴飲的侈華日子，費滋傑羅替《星期六晚郵報》（Saturday Evening Post）撰寫了大量的短篇小說，賺取高額稿酬。他自己卻痛恨這些低俗的作品，說全是垃圾。

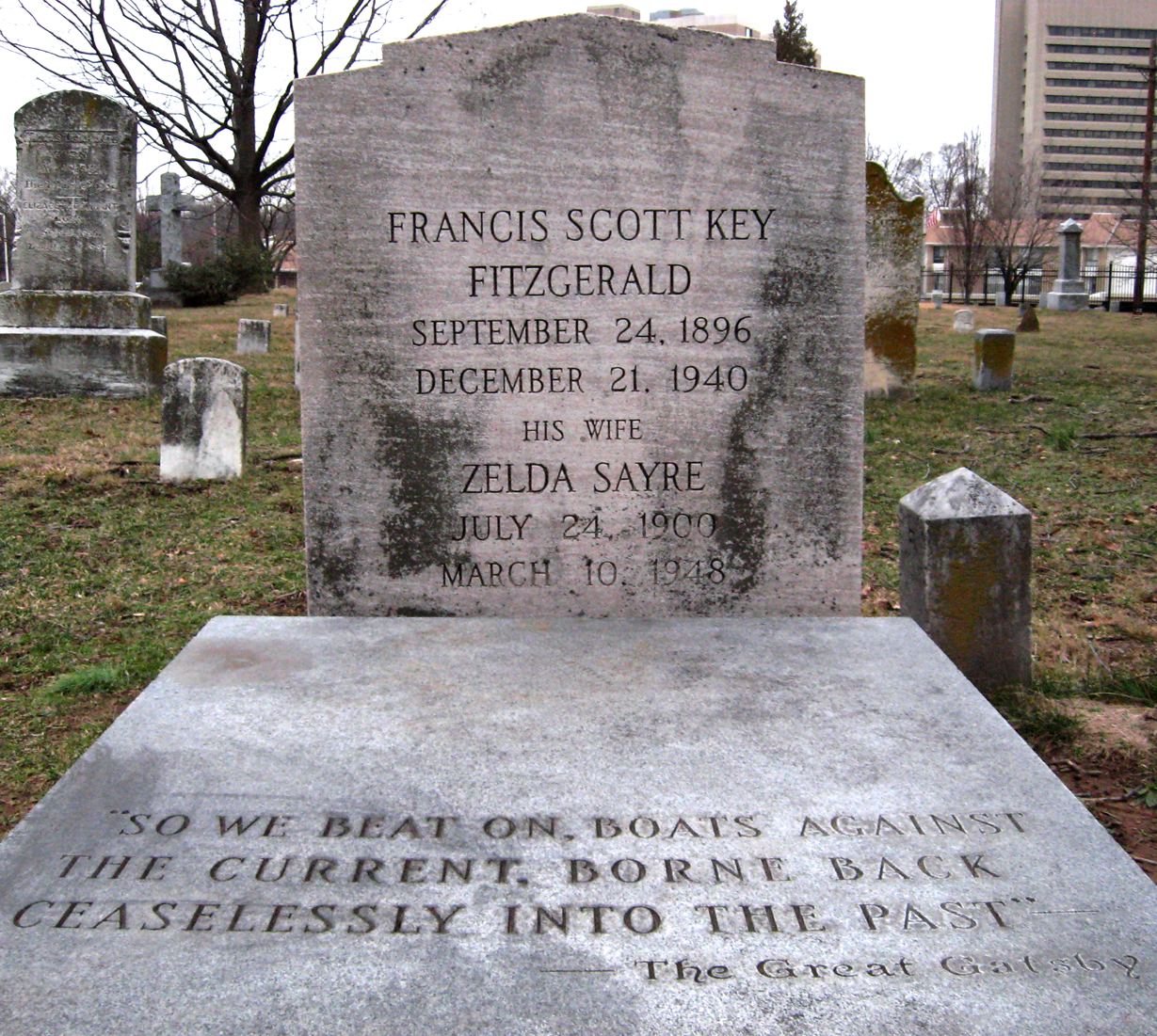
弗朗西斯·斯科特·基·菲茨杰拉德與賽爾妲·莎爾的墳墓，墓志銘來自《了不起的盖茨比》的最後一句話「我們就這樣揚著船帆奮力前進，逆水行舟，而浪潮奔流不歇，不停地將我們推回到過去。」

婚後攜妻寄居巴黎，因此1920年代的巴黎對於菲茨杰拉德的寫作生涯影響深遠，也因此在巴黎認識許多美國人士，作家，特別是歐內斯特·海明威。1925年，他出版第三部小說《大亨小傳》，也是他一部嘔心瀝血的作品。儘管許多著名作家一致讚譽為傑作，不過銷量成績不佳。
1930年4月，他的妻子賽爾妲精神崩潰，從此他的生活便充滿了痛苦。為了支付醫療費用和女兒的學費，他只得不斷替流行雜誌跟晚報寫散文、短篇小說，賺稿費過活，稿費高至四千美元一篇。他自我解嘲，說這是用粗製濫造的東西來換取時間，以便精心創作。他從1937年開始替好萊塢編劇，不斷通信遠在東部瓦薩學院就讀的女兒（Frances），並開始動手寫長篇小說《最後的大亨》。1937年，他與專欄作家謝菈·葛蘭姆發生婚外情。
1940年12月22日，聖誕節前夕，弗朗西斯·斯科特·基·菲茨杰拉德因心臟病發作，去世位於好萊塢謝菈·葛蘭姆所住的公寓，當時《最後的大亨》初稿只完成四分之三。多蘿西·帕克在他的葬禮上哭泣，並喃喃自語說「他是一個貧窮的兔崽子」。1948年，他的妻子賽爾妲·莎爾·菲茨杰拉德死於北卡羅來納州「高原醫院」大火。他身後文名如日中天，躍身為20世紀最著名的美國小說家之一。
他的朋友，文學評論家艾德蒙·威爾遜於1941年出版菲茨杰拉德的遺作《最後的大亨》。這本書在1994年以《影壇大亨的愛》重新出版。

## 作品

### 長篇小說
- 1920年：《塵世樂園》（This Side of Paradise）
- 1922年：《美麗與毀滅》（The Beautiful and Damned）
- 1925年：《大亨小傳》（The Great Gatsby）
- 1934年：《夜色温柔》（Tender Is the Night）
- 1941年：《最後的大亨》（The Love of the Last Tycoon，原名為The Last Tycoon，未完成）

### 中篇小說
- 1922年：《The Diamond as Big as the Ritz（英语：The Diamond as Big as the Ritz）》（收錄於《爵士時代的故事》）
- 1922年：《May Day（英语：May Day (short story)）》（收錄於《爵士時代的故事》）
- 1926年：《富家子（英语：The Rich Boy）》（收錄於《All the Sad Young Men（英语：All the Sad Young Men）》）

### 短篇小說集
- 1920年：《Flappers and Philosophers（英语：Flappers and Philosophers）》
- 1922年：《爵士時代的故事》
- 1926年：《All the Sad Young Men（英语：All the Sad Young Men）》
- 1935年：《Taps at Reveille（英语：Taps at Reveille）》
- 1957年：《Afternoon of an Author》
- 1960年：《Babylon Revisited and Other Stories（英语：Babylon Revisited and Other Stories）》
- 1940–41年：《The Pat Hobby Stories（英语：The Pat Hobby Stories）》
- 1973年：《The Basil and Josephine Stories（英语：The Basil and Josephine Stories）》
- 1989年：《The Short Stories of F. Scott Fitzgerald（英语：The Short Stories of F. Scott Fitzgerald）》
- 1995年：《The Price Was High: Fifty Uncollected Stories》

### 著名短篇小說
- 1920年：《Bernice Bobs Her Hair（英语：Bernice Bobs Her Hair）》（收錄於《Flappers and Philosophers》）
- 1920年：《Head and Shoulders（英语：Head and Shoulders (story)）》（收錄於《Flappers and Philosophers》）
- 1920年：《The Ice Palace（英语：The Ice Palace）》（收錄於《Flappers and Philosophers》及《Babylon Revisited and Other Stories》）
- 1920年：《The Offshore Pirate（英语：The Offshore Pirate）》（收錄於《Flappers and Philosophers》）
- 1921年：《班傑明的奇幻旅程》（The Curious Case of Benjamin Button）（收錄於《爵士時代的故事》）
- 1922年：《冬天的夢》（Winter Dreams）（收錄於《All the Sad Young Men》）
- 1925年：《The Baby Party（英语：The Baby Party）》（收錄於《All the Sad Young Men》）
- 1928年：《The Freshest Boy（英语：The Freshest Boy）》（收錄於《Taps at Reveille》）
- 1930年：《The Bridal Party（英语：The Bridal Party）》
- 1931年：《A New Leaf（英语：A New Leaf (short story)）》
- 1931年：《Babylon Revisited（英语：Babylon Revisited）》（收錄於《Babylon Revisited and Other Stories》）
- 1932年：《Crazy Sunday（英语：Crazy Sunday）》（收錄於《Babylon Revisited and Other Stories》）

### 其他著名作品
- 1923年：《The Vegetable, or From President to Postman（英语：The Vegetable, or From President to Postman）》 – 劇作
- 1945年?：《The Crack-Up（英语：The Crack-Up）》 – 散文